# 科伦蒂纳
科伦蒂纳是巴西巴伊亚州的一个市镇。总面积12142.427平方公里，总人口31671人，人口密度2.6人/平方公里。